# Friedrich Sohnrey
Andreas Christoph Friedrich Sohnrey (* 9. April 1817 in Ossenfeld; † nach 1892) war ein hannoverscher Landvermesser und Zeichner bei der Königlichen Eisenbahndirektion in Hannover.

## Leben

### Werdegang
Sohnrey trat am 1. November 1836 in den Staatsdienst des Königreichs Hannover ein, bevor er bei der im Zuge der beginnenden Industrialisierung am 13. März 1843 gegründeten Königlichen Eisenbahndirektion Hannover zunächst als einziger Zeichner in der Abteilung Technische Revision tätig war, später wird er auch als Landmesser und schließlich als „technischer Eisenbahnsecretair“ bezeichnet. Zeitweilig waren ihm bis zu 4 „Hülfs-Zeichner“ unterstellt. Im hannoverschen Adressbuch von 1886 wurde er zudem als Plankammer-Verwalter sowie geprüfter und vereidigter Geometer geführt.
Wenngleich sich Sohnrey auf dem von ihm 1846 herausgegebenen Plan der Königlichen Residenzstadt Hannover als „Zeichner bei der Königlichen Eisenbahndirektion“ bezeichnete, hatte er offenbar genügend Zeit und Möglichkeiten, für verschiedene Auftraggeber zu arbeiten. Er entfaltete vor allem in den Jahrzehnten nach Beginn des Eisenbahnbaus rege Tätigkeiten. Eine systematische Sichtung zumindest der in Hannover erhaltenen Akten und Unterlagen sowie eine vollzählige Listung seiner hannoverschen Vermessungsarbeiten hat bis zum Stand 1960 jedoch noch nicht stattgefunden.
Politisch stand Sohnrey auf Seiten der reaktionären Regierung. So berichtet Die Zeit im Mai 1861 von einer Ergebenheitsadresse Sohnreys und anderer zum Geburtstag des Königs, die ihr „Vertrauen zu den Räthen der Krone ausspricht und um deren Beibehaltung bittet“. Sohnrey wurde daraufhin mit dem Hannoverschen Allgemeinen Ehrenzeichen (HaEZ) ausgezeichnet und erhielt eine Audienz bei Minister Borries.
Im November 1861 erschien anonym ein Flugblatt, das sich – wie die Troppauer Zeitung und die Allgemeine Zeitung berichteten – anlässlich der Bürgervorsteherwahlen gegen die Wahlempfehlung Sohnreys und anderer richtete und von der Polizei beschlagnahmt wurde. Nach dem Wahlsieg der liberalen Seite wurde das Flugblatt in der Magdeburgischen Zeitung in vollem Wortlaut veröffentlicht.
Sohnrey war Mitglied des Hannoverschen Feldmesser-Vereins, einer 1882 gegründeten Organisation, die 1885 in Hannoverscher Landmesser-Verein umbenannt wurde und zu den wissenschaftlichen Gesellschaften des 19. Jahrhunderts gezählt wird. Dort hielt Sohnrey im Juli 1883 einen Vortrag über „Das Eisenbahn-Grundstücks-Inventar in Beziehung zum Grundsteuerkataster“. Anlässlich seines 50-jährigen Dienstjubiläums am 1. November 1886 gratulierte eine dreiköpfige Deputation des Hannoverschen Feldmesser-Vereins ihrem Mitglied Sohnrey in seiner Wohnung zum Jubiläum. Am selben Tag wurde Sohnrey bei einem für ihn ausgerichteten Festmahl im zoologischen Garten mit dem Roten Adlerorden 4. Klasse, der zusätzlich die Zahl 50 aufwies, ausgezeichnet.

### Familie
Sohnreys Sohn Karl Sohnrey besuchte die Königliche Baugewerkschule Nienburg und immatrikulierte sich im Alter von 18 Jahren am 20. Oktober 1862 unter der Matrikel 3785 an der Polytechnischen Schule in Hannover, an der er bis zum 10. März 1864 studierte.

## Werke (soweit bekannt)

### Plan der Königlichen Residenzstadt Hannover von 1846

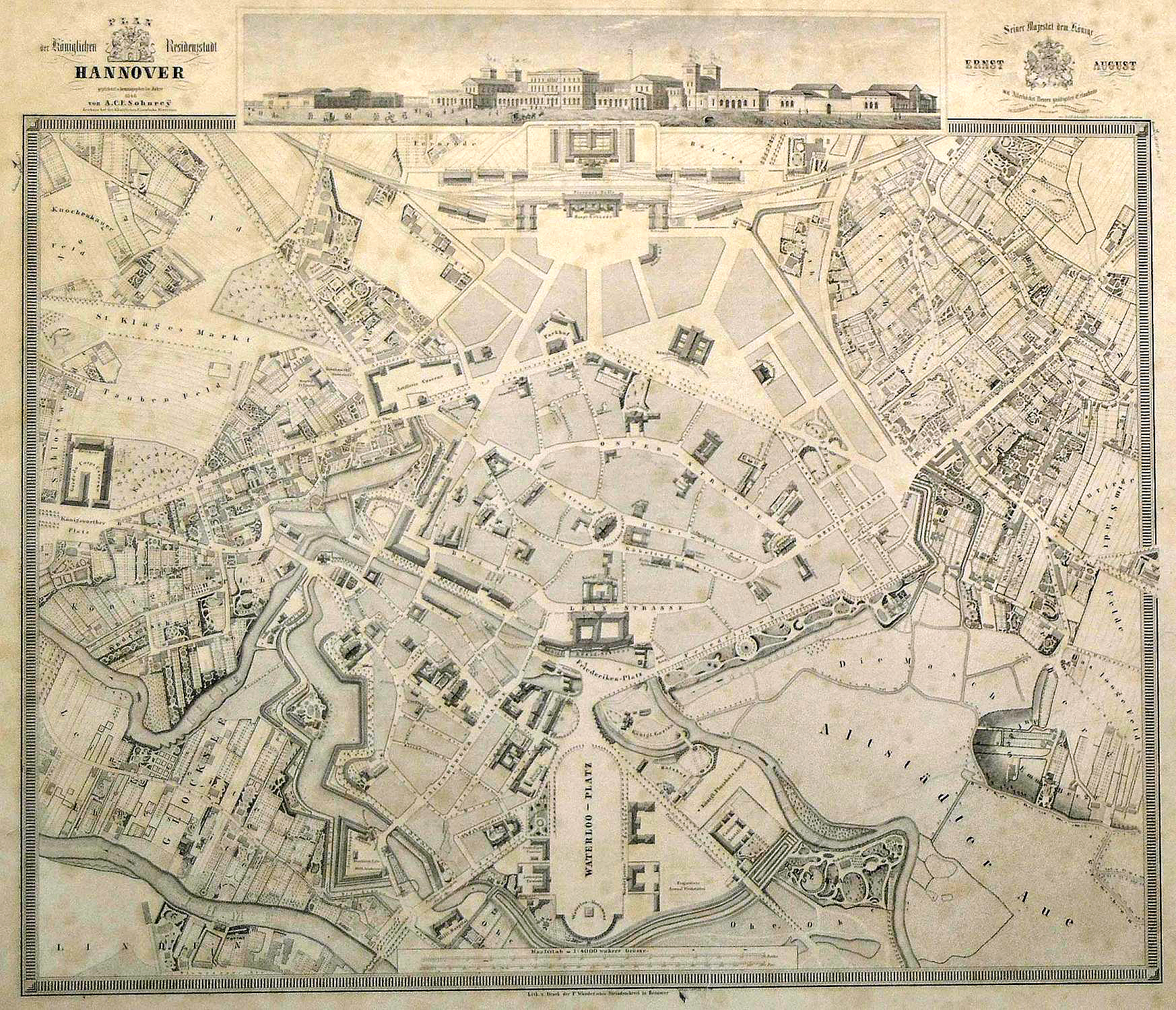
Erster „Plan der Königlichen Residenzstadt Hannover“ mit der Ernst-August-Stadt, 1846 von Sohnrey herausgegeben und dem König Ernst August gewidmet

In der Zeit des von 1845 bis 1847 erfolgten Baues des ersten Hauptbahnhofs in Hannover nahm Sohnrey das Straßenbild Hannovers auf und zeichnete mit Datum 1846 einen „Plan der Königlichen Residenzstadt Hannover“ mit einer detaillierten Frontalansicht des noch zu bauenden späteren Hauptbahnhofs und der den Bahnhofsvorplatz umgebenden Gebäude oberhalb des Planes. Darunter zeichnete Sohnrey, laut Ludwig Hoerner, den „Plan der Stadt Hannover mit der 1847 eingemeindeten Ernst-August-Stadt und den angrenzenden Vorstadtortschaften“. Dieser hannoversche Stadtplan schloss bereits die neue Ernst-August-Stadt mit ein. Er trug im Kopf den Zudruck:

„Seiner Majestät dem Könige Ernst August mit Allerhöchst dessen gnädigster Erlaubnis in tiefster Ehrfurcht allerunterthänigst gewidmet von A. C. F. Sohnrey, Zeichner bei der Königl. Eisenbahn Direction.“

Die Federlithografie im Format 49,5 cm × 57,3 cm wurde von der „F. Wunder'schen Steindruckerei“ vervielfältigt. Das in verschieden hellen Farben gefertigte Werk wurde auf einem Blatt mit den Maßen 67 × 61 cm ausgeführt.
Der erst später, „am 1. Mai 1847 fertiggestellte Bahnhof“ findet sich als von Sohnrey gefertigte, illustrative Architekturzeichnung als Ausschnitt aus dem Kopf seines Stadtplans in einer 1991 erschienenen Chronik zur Geschichte der „Eisenbahnen in Hannover“.
Der Plan ist zugleich „eine ausgezeichnete Wiedergabe des engeren Gebietes der 1824 vereinigten Alt- und Neustadt Hannover.“
Bereits im Jahr nach der Herausgabe des Planes listete der Historische Verein für Niedersachsen Sohnreys für 1 Reichstaler erhältlichen Plan im Jahr 1847 unter dem Titel „Geographisch-topographische Literatur“.
Der ursprünglich König Ernst August gewidmete Plan war im Jahr 1858 in der Privatbibliothek des Thronfolgers und dann amtierenden Königs Georg V. verzeichnet. Auch mehr als ein Jahrhundert später wurde Sohnrey als eigenständiger Herausgeber des von ihm gezeichneten Stadtplans geführt, sowohl in der Hannover Chronik als auch durch das Stadtvermessungsamt der Landeshauptstadt Hannover. Zu der Überschrift „[...] gezeichnet und herausgegeben im Jahre 1846 von A. C. F. Sohnrey“ wurde zudem ein Faksimilie erstellt für die Loseblattsammlung Hannover Archiv.
Originale finden sich im Stadtvermessungsamt Hannover sowie im Niedersächsischen Landesarchiv (Standort Hannover).

### Weitere Werke und Archivalien (Auswahl)
- 1844: Karte der im Bau begriffenen und projectierten Eisenbahnen im Königreich Hannover, gezeichnet unter Leitung des Herrn Baurat Mohn von Sohnrey, Hannover 1844. Nach der Eröffnung der ersten Eisenbahnstrecke im Königreich Hannover von Hannover nach Lehrte am 22. Oktober 1843[18] zeichnete Sohnrey unter der Leitung des Baurats Johann Heinrich August Mohn schon im Folgejahr 1844 einen Plan mit den bereits ausgeführten oder im Bau begriffenen Eisenbahn-Strecken Harburg-Lüneburg, Hannover-Lehrte-Braunschweig sowie Celle-Lehrte-Hildesheim; die sogenannte „Kreuzbahn“. Ferner enthielt der Plan die Bahnstrecken Bremen-Verden-Nienburg-Brokeloh-Neustadt-Hannover, auch Hannover-Wunstorf-Minden sowie Bremen-Verden-Kampen-Hudemühlen ..., kurzum sämtliche seinerzeit projektierten Bahnstrecken im Königreich.[28]
- 1850: Karte von Geestemünde und Bremerhaven, Zeichnung von Sohnrey, kolorierte Federzeichnung, 63,5 × 42 cm; im Niedersächsischen Landesarchiv (Standort Stade)[29]
- Anfang der 1850er Jahre sorgten sich die Welfen um die massiv einsetzende Industrialisierung an den Ufern der Leine und der Ihme im Nedderfeld, wodurch die königlichen Anlagen bis hin zum Großen Garten in Herrenhausen empfindliche Beeinträchtigungen hinnehmen mussten:

„Der Landvermesser Sohnrey erhielt daraufhin den Auftrag, eine Karte vom Nedderfeld mit den Herrenhäuser Gärten und dem Georgengarten zu zeichnen und darin die Blickbeziehungen zwischen den beiden königlichen Häusern, dem Deister und dem Lindener Berggasthaus durch ‚Gesichtslinien‘ einzuzeichnen. Ausgestattet mit dieser Unterlage wurde Laves damit beauftragt, für das Nedderfeld einen Straßenplan zu entwerfen. Es war beabsichtigt, durch Landaufkäufe eine völlige Bebauung zu verhindern.“

- 1853: Vermessungsarbeiten am nördlichen Engelbosteler Damm, seinerzeit noch „Die vordere Schöneworth“ genannt. In einem Bericht an den Magistrat vermerkte Sohnrey ausdrücklich die „Versteinung“ der Grenzen (also die Aufstellung der Grenzsteine) und die Terminabsprache mit den Beteiligten.[8]
- 1853: Ausführung eines Nivellements in der Artilleriestraße.[8]
- 1853: Aufteilung der Gelände beiderseits der Feldstraße in der Südstadt in Bauplätze[8]

- 1854: Bereits am 26. Januar 1848 hatte Sohnrey dem Königlichen Amt Hannover mitgeteilt, dass er an Karten der beiden Vorstädte von Hannover und der Glocksee arbeite und diese bald fertigstellen wolle. Offenbar hatte er zuvor gemeinsam mit dem reitenden Förster Johann Philipp Wilhelm Köhler originale Pläne Köhlers mit Plänen von Karl Seweloh und August Wilhelm Papen zusammengestellt.[8] Sohnrey wird als wahrscheinlicher Urheber für den vierteiligen „Plan der Königlichen Residenzstadt Hannover der Vorstädte Hannover und Glocksee und der Gemeinde Linden“ angesehen.[21] Nachdem die Karte mit den Vorstädten und der Glocksee öffentlich ausgelegen hatte, wurde sie am 11. September 1854 zur Amtlichen Wegekarte erklärt und als durch Johann Georg Schwab gefertigter einfarbiger Steindruck[21] im Verlag von C. Schraders Nachfolger herausgegeben.[8] Die Karte diente in der Folge der Commission zur Festlegung der Straßenzüge in der Vorstadt Hannover sowie der Königlichen Baukommission der Vorstadt für alle ihre Planungen und Baugenehmigungen. Von der Karte hat sich eine auf Karton aufgezogene Reproduktion im Archiv des Stadtplanungs- und Vermessungsamtes im Gebäude der Bauverwaltung Hannover erhalten.[8] Einen etwa DIN A3-großen Abdruck des Planes nutzte der Denkmalpfleger Arnold Nöldeke in seiner Einführung als Illustration zur Weichbildentwicklung in seinem 1932 herausgegebenen Werk Die Kunstdenkmäler der Provinz Hannover.[30][31] Einen Original-Exemplar nennt das Historische Museum Hannover sein eigen.[21]
- 1857: Für den Königlichen Hof fertigte Sohnrey im Jahr 1857 einen Lageplan der Dienstwohnung des Hofgartenmeisters der Plantagen zu Herrenhausen im Maßstab 1:500. Das Stück gelangte aus der Provenienz der Hofbauverwaltung in das Niedersächsische Landesarchiv (Standort Hannover) und wurde dort zur Nutzung digitalisiert.[32]
- 1857 erhielt Sohnrey von der Wegekommission der Vorstadt den Auftrag für einen genauen Plan vom Gebiet östlich des „Taubenfeld“ genannten Areals bis östlich vor den Garten von Schloss Monbrillant, um auf dieser Grundlage weitere Planungen und die Vervollständigung des Straßennetzes in diesem Distrikt vornehmen zu können.[8]
- 1857–1858: Bau- und Straßenflucht-Absteckungen an der Straße Lange Laube[8]
- 1859: Zeichnung eines Doppelwohnhauses in der Hildesheimer Straße 11, die sich der Königlich Hannoversche Ober-Hofbaudirektor Georg Ludwig Friedrich Laves als „Durch- und Nachzeichnungen von Bauten anderer Architekten“ kopierte und die sich heute in der Sammlung und dem Nachlass von Laves unter der Nummer 2986 im Stadtarchiv Hannover erhalten hat.[33]
- 1864: Mit dem Plan „Bahnhof Hannover“ von 1864 gab Sohnrey einen Überblick über die damaligen Bahnanlagen,[8] darunter der sogenannten „Producten-Hof“ auf der vormaligen Eselswiese sowie der neue Städtische Packhof. Von dem Plan wurde in der Nachkriegszeit ein Abdruck in der Akte Umfuhr III des Hannoverschen Vermessungsamtes aufgefunden.[8]